# 賢能集團
賢能集團有限公司，簡稱賢能集團（英語：LHN Limited，SGX：41O、港交所：1730），是在1976年，在總部新加坡成立「Four Star Industries Pte Ltd」，其在1991年，主席林隆田和行政總裁林美珠父親林賢能，開始出租家族擁有廠房的部分空間予租戶。業務在全球經營空間優化、設施管理和物業管理。
股份在2015年4月13日是在新加坡交易所凱利板上市。以每股23分的价格发售约7391万股，筹得1440万新加坡元。而香港方面，則在2017年12月29日於港交所主板上市。全球招股定價為1.9至2.36港元之間，發售股份數目為0.42億股，而集資額為9912萬港元，用作於新加坡購置一所新物業拓展空間優化業務。

## 連結
- lhngroup.com （页面存档备份，存于）